# Mont Yale
Pour les articles homonymes, voir Yale (homonymie).
Le mont Yale, en anglais Mount Yale, est un sommet montagneux américain dans le comté de Chaffee, au Colorado. Il culmine à 4 327 mètres d'altitude dans les pics Collegiate. Il est protégé au sein de la forêt nationale de San Isabel et de la Collegiate Peaks Wilderness.